# Julius Joseph Maier
Julius Joseph Maier (* 29. Dezember 1821 in Freiburg im Breisgau; † 21. November 1889 in München) war ein deutscher Jurist, Musikwissenschaftler und Bibliothekar.

## Leben
Nach dem Besuch des Gymnasiums in Karlsruhe studierte Maier ab 1840 Rechtswissenschaft an der Universität Freiburg. 1843 wechselte er an die Universität Heidelberg. 1846 legt er in Karlsruhe ein ausgezeichnetes Staatsexamen ab und trat als Assessor in den Staatsdienst des Großherzogtums Baden. 1849 wurde er zum Sekretär im Ministerium des Innern ernannt.
Maiers Neigung galt jedoch der Musik. Schon während seiner juristischen Studienzeit war er mit musikalischen Veröffentlichungen an die Öffentlichkeit getreten. 1843 publizierte in der Leipziger Allgemeinen musikalischen Zeitung eine kleine historische Arbeit über Palestrinas Nachfolger; 1845 erschien seine Felix Mendelssohn Bartholdy gewidmete Sammlung älterer vokaler Kirchenwerke für Männerchor bearbeitet. 1849 verließ er den Staatsdienst und zog als Contrapunktschüler zu Moritz Hauptmann nach Leipzig.
Schon im folgenden Jahr wurde er zum Dozenten für Kontrapunktlehre an die Münchner Königliche Musikschule berufen. In diesem Amt wirkte er bis 1857; zu seinen Schülern gehörte auch Josef Rheinberger. 1857 wurde er erster hauptamtlicher Konservator der Musikabteilung der Staatsbibliothek. 1887 ging er aus gesundheitlichen Gründen in den Ruhestand.
Maiers Lebenswerk war der Katalog der musikalischen Handschriften der Königlichen Hof- und Staatsbibliothek, von dem jedoch nur der erste Teil, der die musikalischen Handschriften bis zum Ende des 17. Jahrhunderts beschreibt, 1879 im Druck erscheinen konnte.

## Werke
- Classische Kirchenwerke alter Meister: für den Männerchor gesetzt und bearbeitet. Bonn 1845

Digitalisat von Heft 1
Digitalisat von Heft 2
Digitalisat von Heft 3
- Ausländische Volkslieder: für gemischten Chor.

Digitalisat von Heft 1 (op. 11)
Digitalisat von Heft 2 (op. 12)
- Auswahl Englischer Madrigale: für gemischten Chor mit deutscher Uebersetzung der Texte von Fanny v. Hoffnaass und Heinr. v. St. Julien. Breslau: Leuckart (Sander) 1863
- Die musikalischen Handschriften der K. Hof- und Staatsbibliothek in München. Band 1: Die Handschriften bis zum Ende des XVII. Jahrhunderts. München: Palm 1879

Digitalisat, Bayerische Staatsbibliothek